# 지도항
지도항은 인천광역시 옹진군 덕적면 지도리, 지도 섬에 있는 어항이다. 2006년 8월 30일 어촌정주어항으로 지정되었다. 어항관리청은 옹진군수이다.

## 연혁
- 2006년 6월 13일 인천광역시장이 어촌어항법 제17조 규정에 의하여 지방어항 지정을 해제하였다.[1]
- 2006년 8월 30일 옹진군에서 어촌정주어항으로 지정하였다.[2]

## 어항 구역
본 항의 어항구역은 다음과 같다.
- 선착장 서쪽 해안선 기점에서 정북쪽으로 316m에서 정동쪽으로 170m 지점을 연결하는 선 내의 공유수면(55,000m2)[3]

## 어항 시설
- 선착장 20m , 방파제 63m , 호안 186m

## 기본 계획
- 선착장 신설 15m, 호안정비 27m[3]

## 정비 계획
- 선착장 신설 15m, 호안정비 27m[3]